# Dascio
Dascio (Dàsc in dialetto comasco) è una frazione del comune di Sorico, in provincia di Como.

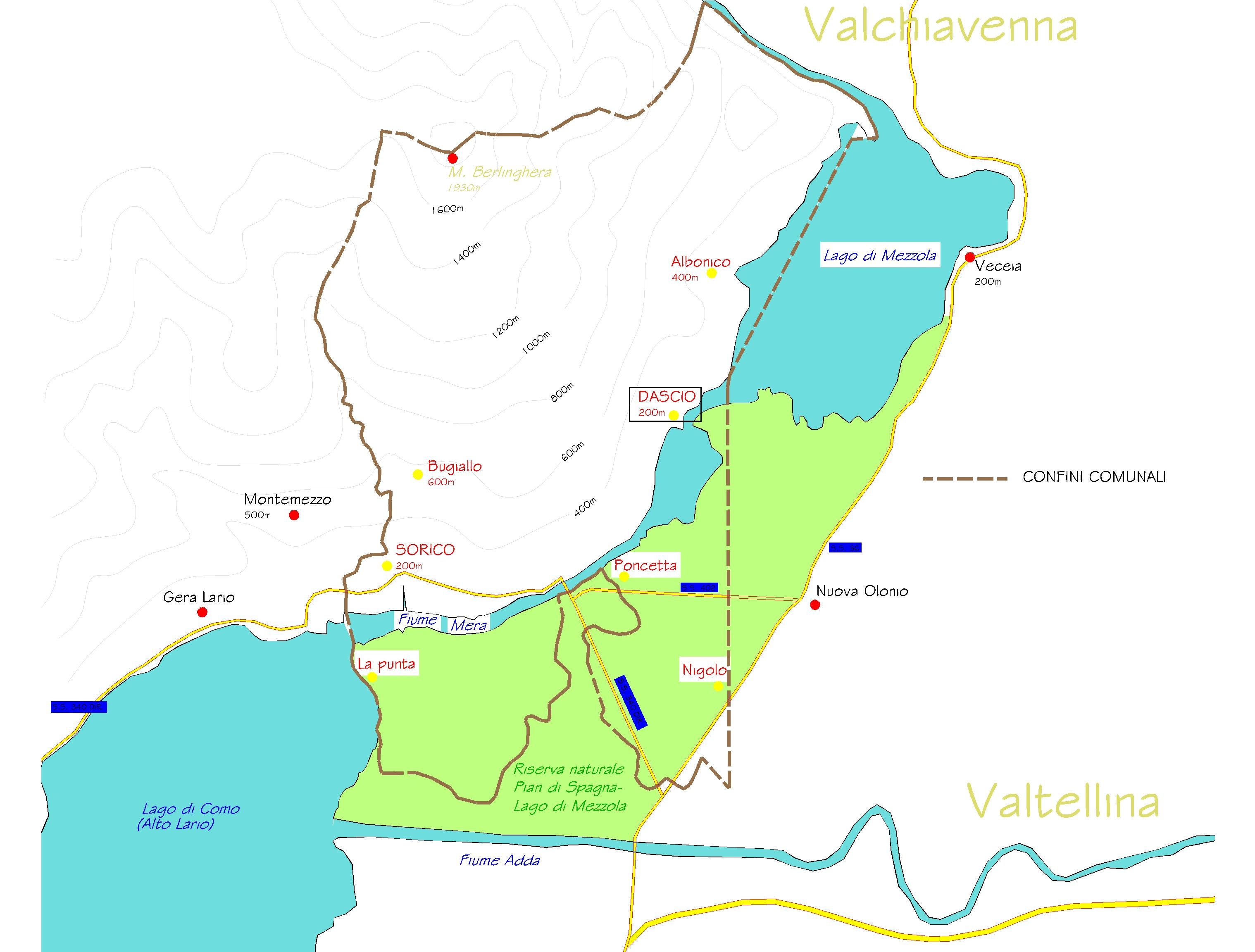
Posizione di Dascio nel comune di Sorico

Dascio si trova ad una quota di 210 metri sul livello marino e sorge sulla sponda destra del fiume Mera nel punto in cui diventa emissario del lago di Mezzola formando il laghetto di Dascio.
Il modesto borgo era costituito sino a pochi decenni fa da case e rustici adibiti all'attività agricola di sussistenza. L'abitato era raggiungibile dal capoluogo Sorico solo dalla direttrice navigabile del Fiume Mera utilizzando le imbarcazioni del luogo (comballi, quatrass) oppure dalla Antica Via Regina che serve con sentieri secondari tutte le località di mezza costa del comune. La costruzione dell'attuale stradina carrabile comunale permette il collegamento con i vicini centri abitati. Della passata attività agricola di sussistenza rimane traccia solo negli antichi edifici diroccati presenti nel tessuto urbano. Nell'anno 2002 Dascio divenne set principale per le scene della miniserie Renzo e Lucia.
Oggi la frazione di Sorico è un tranquillo borgo di residenza e villeggiatura, immerso nella pace dell'antistante riserva naturale del Pian di Spagna, dominato dalle maestose rocce del monte Manduino.
Nel centro dell'abitato si trova la chiesa dedicata a San Biagio. Ogni I domenica di febbraio avviene in onore del santo una processione sulla sponda destra del fiume Mera.
Seguendo il sentiero della Via Bruga, si raggiunge il Sasso di Dascio. Questo rilievo roccioso a picco sul lago di Mezzola è importante punto di osservazione sul tratto nord della riserva del Pian di Spagna.
Dascio è inoltre insieme ad Albonico punto di partenza e ritorno per gli escursionisti diretti verso l'Oratorio di San Fedele.

## Galleria d'immagini

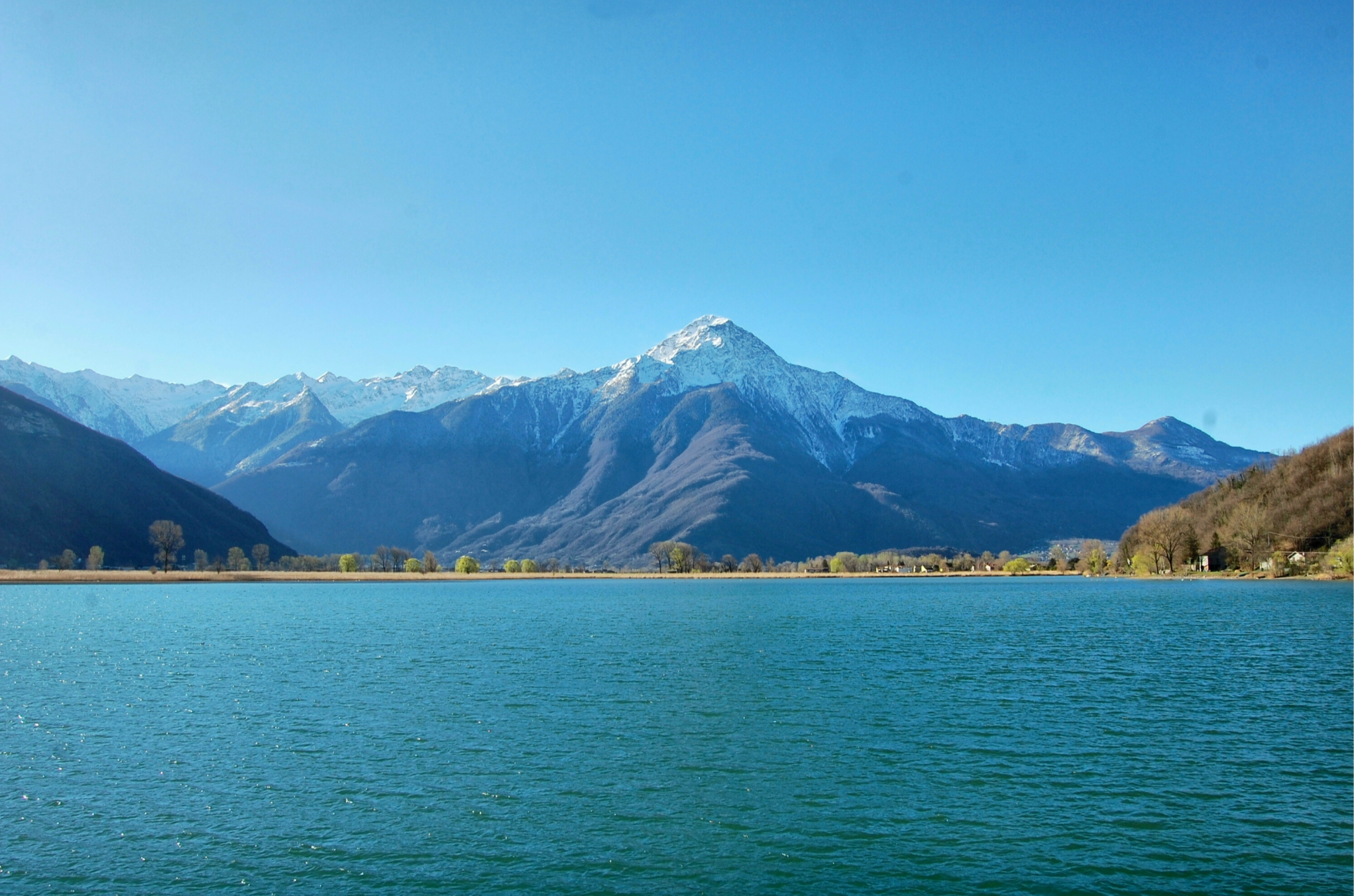
Lago di Mezzola e Monte Legnone visti da Dascio.
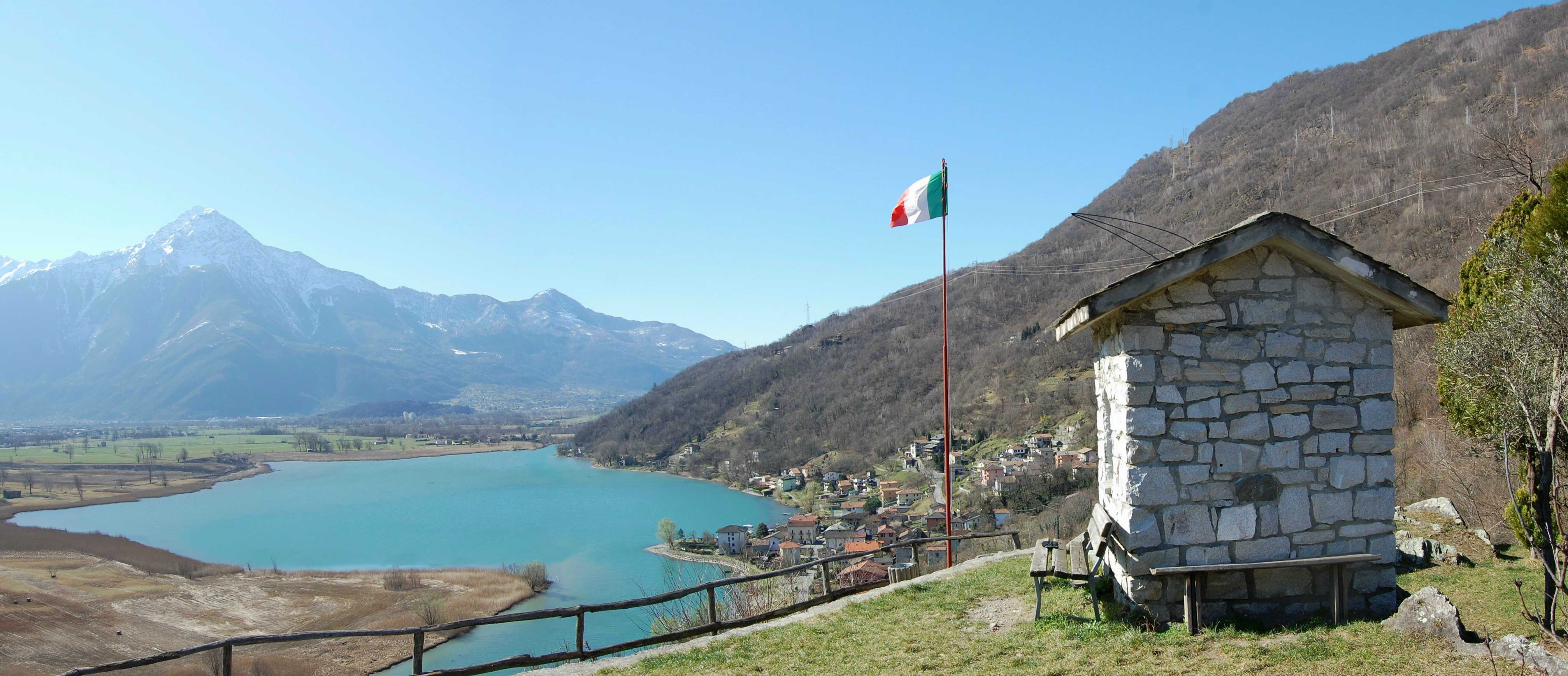
Vista dal Sasso di Dascio.
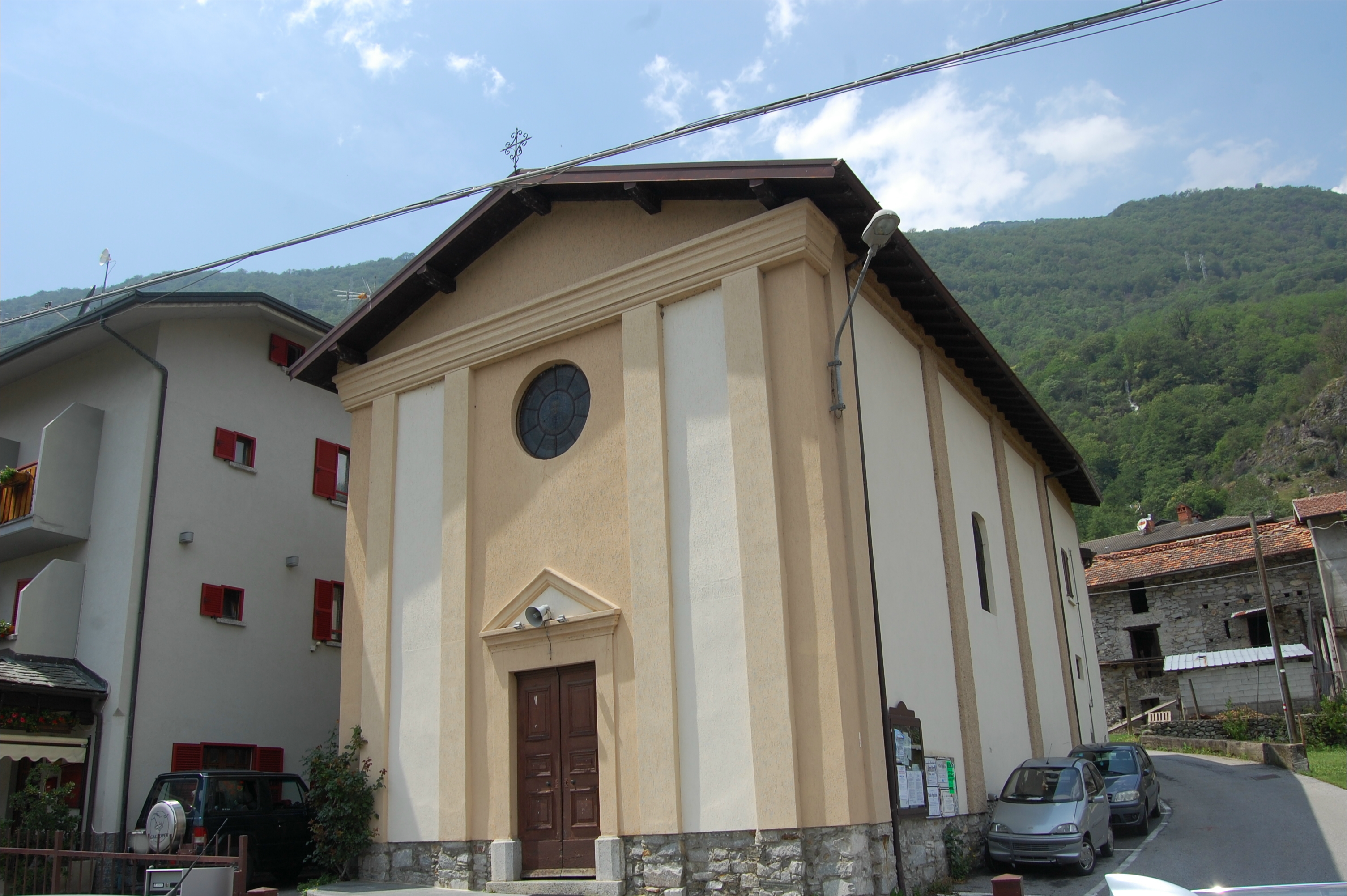
Chiesa di San Biagio.
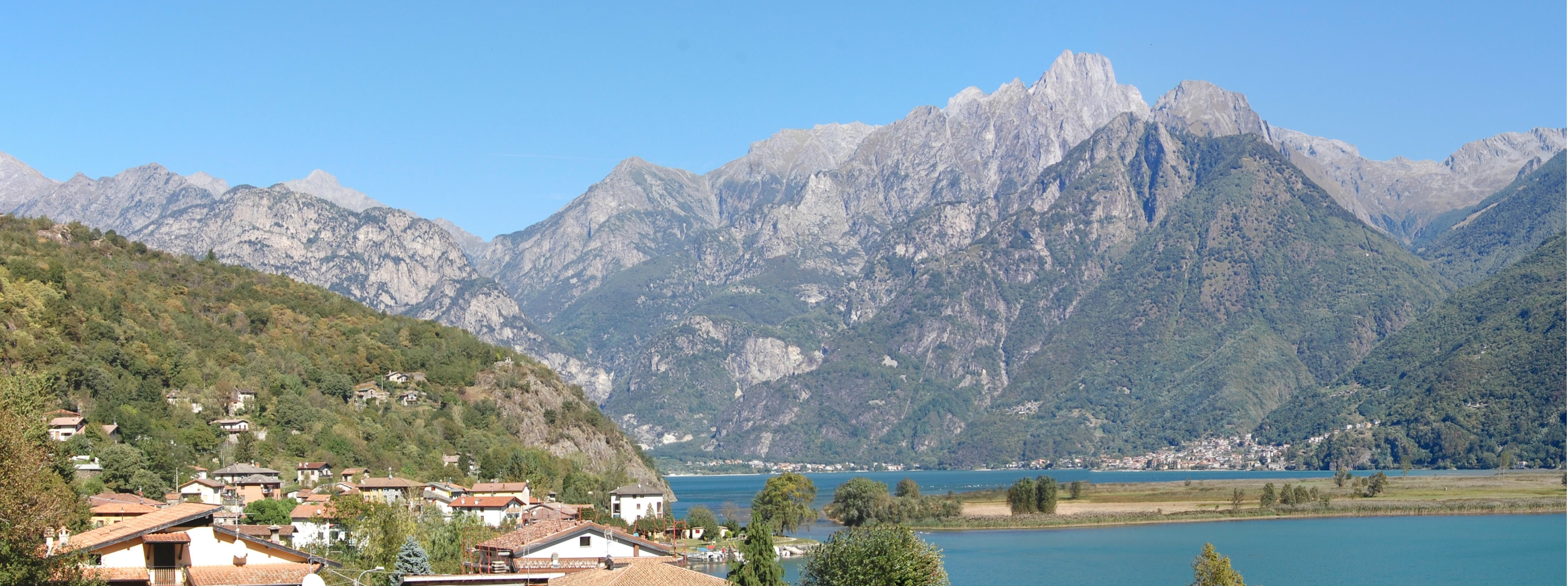
Dascio frazione di Sorico.